# Richard O. Prum
Richard Owen Prum (* 27. August 1961 in New Rochelle, New York), häufig Richard O. Prum oder Richard Prum, ist ein US-amerikanischer Ornithologe und Hochschullehrer.

## Leben
Prum verbrachte seine Kindheit im ländlichen Vermont. 1982 erwarb er den Bachelor of Arts an der Harvard University. 1989 wurde er mit der Dissertation Phylogenetic analysis of the morphological and behavioral evolutions of the Neotropical manakins (Aves Pipridae) unter der Leitung von Mary C. McKitrick und Robert B. Payne zum Ph.D. in den Biowissenschaften an der University of Michigan promoviert. Von 1989 bis 1991 forschte er mit einem Chapman-Postdoc-Stipendium an der ornithologischen Abteilung des American Museum of Natural History in New York City. Von 1991 bis 1997 war er Assistenzprofessor, von 1997 bis 2003 außerordentlicher Professor und 2003 ordentlicher Professor für Ökologe und Evolutionsbiologie an der University of Kansas. Von 1991 bis 2003 war er ferner Kurator für Ornithologie am Kansas University Natural History Museum.
Seit 2004 ist er Professor für Ornithologie am William-Robertson-Coe-Lehrstuhl für Ökologie und Evolutionsbiologie und Leiter der Doktoratstudiengänge an der Yale University sowie Kurator für Ornithologie und Chefkurator für Wirbeltierzoologie am Peabody Museum of Natural History. Von 2008 bis 2011 war er Vorsitzender der Abteilung für Ökologie und Evolutionsbiologie an der Yale University. Seit 2012 ist er Direktor des Franke-Programms in den Natur- und Geisteswissenschaften.
Prum ist ein Evolutionsornithologe, der sich mit Verhaltensevolution, Federevolution, sexueller Selektion und Vogelevolution beschäftigt. Er hat Feldstudien in den neotropischen Ländern und in Madagaskar durchgeführt und fossile Theropoda in China studiert.
2001 führte Prum die Gattung Snowornis für die Schwarzkronenkotinga (Snowornis subalaris) und die Schwarzscheitelkotinga (Snowornis cryptolophus) aus der Familie der Schnurrvögel (Cotingidae) ein. Beide Arten gehörten zuvor den Gattungen Lipaugus und Lathria an.
2017 erschien Prums Buch The Evolution of Beauty: How Darwin’s Forgotten Theory of Mate Choice Shapes the Animal World – and Us, in dem er die Bedeutung der ästhetischen Partnerwahl beschreibt, die er als wichtigen unabhängigen Faktor in der Evolution betrachtet. The Evolution of Beauty wurde von der Tageszeitung The New York Times unter die zehn besten Bücher des Jahres gewählt und erhielt 2018 eine Nominierung für den Pulitzer-Preis in der Kategorie Sachbuch. 2019 wirkte Prum an der vierten Auflage von Frank Gills Werk Ornithology mit.

## Auszeichnungen
2001 erhielt Prum ein Fulbright-Stipendium für die Universidade Estadual de Campinas in São Paulo, Brasilien. 2007 erhielt er ein Guggenheim-Stipendium, 2009 ein MacArthur-Stipendium und 2011 ein Forschungsstipendium der Ikerbasque – Basque Foundation for Science.